# UCI-Cyclocross-Weltcup 2013/14
Beim UCI-Cyclocross-Weltcup 2013/14 wurden von Oktober 2013 bis Januar 2014 durch die Union Cycliste Internationale Weltcup-Sieger im Cyclocross ermittelt. 

## Elite

### Frauen
| Rnd | Datum             | Ort            | Erste             | Zweite            | Dritte          |
| --- | ----------------- | -------------- | ----------------- | ----------------- | --------------- |
| 1   | 20. Oktober 2013  | Valkenburg     | Marianne Vos      | Katherine Compton | Nikki Harris    |
| 2   | 26. Oktober 2013  | Tábor          | Katherine Compton | Nikki Harris      | Pavla Havlíková |
| 3   | 23. November 2013 | Koksijde       | Katherine Compton | Sanne Cant        | Nikki Harris    |
| 4   | 22. Dezember 2013 | Namur          | Katherine Compton | Marianne Vos      | Nikki Harris    |
| 5   | 26. Dezember 2013 | Heusden-Zolder | Katherine Compton | Marianne Vos      | Sanne Cant      |
| 6   | 5. Januar 2014    | Rom            | Katherine Compton | Marianne Vos      | Eva Lechner     |
| 7   | 26. Januar 2014   | Nommay         | Marianne Vos      | Helen Wyman       | Eva Lechner     |

Gesamtwertung
| Platz | Name              | Punkte |
| ----- | ----------------- | ------ |
| 1     | Katherine Compton | 350    |
| 2     | Nikki Harris      | 284    |
| 3     | Marianne Vos      | 270    |
| 4     | Sanne Cant        | 261    |
| 5     | Helen Wyman       | 214    |
| 6     | Ellen Van Loy     | 190    |

### Männer
| Rnd | Datum             | Ort            | Erster            | Zweiter           | Dritter           |
| --- | ----------------- | -------------- | ----------------- | ----------------- | ----------------- |
| 1   | 20. Oktober 2013  | Valkenburg     | Lars van der Haar | Kevin Pauwels     | Philipp Walsleben |
| 2   | 26. Oktober 2013  | Tábor          | Lars van der Haar | Philipp Walsleben | Kevin Pauwels     |
| 3   | 23. November 2013 | Koksijde       | Niels Albert      | Francis Mourey    | Philipp Walsleben |
| 4   | 22. Dezember 2013 | Namur          | Francis Mourey    | Klaas Vantornout  | Niels Albert      |
| 5   | 26. Dezember 2013 | Heusden-Zolder | Lars van der Haar | Martin Bína       | Zdeněk Štybar     |
| 6   | 5. Januar 2014    | Rom            | Niels Albert      | Lars van der Haar | Sven Nys          |
| 7   | 26. Januar 2014   | Nommay         | Tom Meeusen       | Francis Mourey    | Philipp Walsleben |

Gesamtwertung
| Platz | Name              | Punkte |
| ----- | ----------------- | ------ |
| 1     | Lars van der Haar | 467    |
| 2     | Philipp Walsleben | 409    |
| 3     | Niels Albert      | 392    |
| 4     | Kevin Pauwels     | 363    |
| 5     | Francis Mourey    | 340    |
| 6     | Klaas Vantornout  | 321    |

## U23

### Männer
| Rnd | Datum             | Ort            | Erster                 | Zweiter              | Dritter                |
| --- | ----------------- | -------------- | ---------------------- | -------------------- | ---------------------- |
| 1   | 20. Oktober 2013  | Valkenburg     | Michael Vanthourenhout | Wout Van Aert        | Mathieu van der Poel   |
| 2   | 26. Oktober 2013  | Tábor          | Mathieu van der Poel   | Gianni Vermeersch    | Wout Van Aert          |
| 3   | 23. November 2013 | Koksijde       | Mathieu van der Poel   | Laurens Sweeck       | Gianni Vermeersch      |
| 4   | 22. Dezember 2013 | Namur          | Wout Van Aert          | Mathieu van der Poel | Laurens Sweeck         |
| 5   | 26. Dezember 2013 | Heusden-Zolder | Mathieu van der Poel   | Wout Van Aert        | Mike Teunissen         |
| 6   | 5. Januar 2014    | Rom            | Mathieu van der Poel   | Wout Van Aert        | Laurens Sweeck         |
| 7   | 26. Januar 2014   | Nommay         | Wout Van Aert          | Mathieu van der Poel | Michael Vanthourenhout |

Gesamtwertung
| Platz | Name                   | Punkte |
| ----- | ---------------------- | ------ |
| 1     | Mathieu van der Poel   | 385    |
| 2     | Wout Van Aert          | 331    |
| 3     | Laurens Sweeck         | 232    |
| 4     | Gianni Vermeersch      | 214    |
| 5     | Tim Merlier            | 187    |
| 6     | Michael Vanthourenhout | 185    |

## Junioren

### Männer
| Rnd | Datum             | Ort            | Erster          | Zweiter         | Dritter           |
| --- | ----------------- | -------------- | --------------- | --------------- | ----------------- |
| 1   | 20. Oktober 2013  | Valkenburg     | Lucas Dubau     | Joshua Dubau    | Yannick Peeters   |
| 2   | 26. Oktober 2013  | Tábor          | Adam Toupalik   | Eli Iserbyt     | Joris Nieuwenhuis |
| 3   | 23. November 2013 | Koksijde       | Kobe Goossens   | Yannick Peeters | Thijs Aerts       |
| 4   | 22. Dezember 2013 | Namur          | Yannick Peeters | Adam Toupalik   | Joris Nieuwenhuis |
| 5   | 26. Dezember 2013 | Heusden-Zolder | Adam Toupalik   | Yannick Peeters | Thijs Aerts       |
| 6   | 5. Januar 2014    | Rom            | Adam Toupalik   | Kobe Goossens   | Eli Iserbyt       |
| 7   | 26. Januar 2014   | Nommay         | Thijs Aerts     | Adam Toupalik   | Yannick Peeters   |

Gesamtwertung
| Platz | Name              | Punkte |
| ----- | ----------------- | ------ |
| 1     | Adam Toupalik     | 326    |
| 2     | Yannick Peeters   | 296    |
| 3     | Kobe Goossens     | 252    |
| 4     | Thijs Aerts       | 235    |
| 5     | Eli Iserbyt       | 217    |
| 6     | Joris Nieuwenhuis | 210    |